# 米川 (鳥取県)
米川（よねがわ）は、日野川と法勝寺川が合流する鳥取県米子市戸上の法勝寺川側から水を取り入れ、境港市までの弓ヶ浜半島20キロメートルを流れる人工川である 。米川用水とも 。
江戸時代、因幡国・伯耆国の二国を領有した池田藩によって、現在の鳥取県西北端に突出する弓ヶ浜半島の、農業開発の目的で開さくされた。水のない弓ヶ浜半島は米川が開通してから発展し、次第に人口も増え、綿やサツマイモ、藍などが作られるようになった。

## 地理
現在の鳥取県米子市車尾大字観音寺の戸上地内において、日野川と、法勝寺川の二河川に取水口を設け、弓ヶ浜半島のほぼ中央を縦貫する。 
延長およそ20キロメートル。それに対し、幅員はおよそ10メートルに足らぬ溝渠に過ぎないが、それが潤す耕地面積は、米子市及び境港市にまたがるおよそ2400ヘクタールと広大である。 

## 歴史
弓ヶ浜半島には自然の川がなく、充分な灌漑用水が確保できなかったことから、農民を苦しめる原因となっていた。 
1700年、鳥取藩主池田綱清は、弓ヶ浜半島の農業開発を進めるためには、そこに灌漑用水を引くことが重要であるとする、米村所平広次の考えをとりあげ、水路の建設を命じた。広次は、日野川に堰を造って水を引くこととし、取水口を観音寺戸上とした。工事は、硬い岩の掘削で困難を極めた戸上山麓の取水口工事に始まり、それから実に60年の歳月を費やして、境水道まで約20キロメートルの立派な農業用水路が完成した。この新しい川は、米村所平広次の功績を讃え、「米川」と命名された。 
米川の完成により、それまでカンショ（サツマイモ）がほとんどであった弓ヶ浜半島の農業は、水稲や綿などの栽培が盛んになった。 現在の米川は約5,900戸の農家から成る「米川土地改良区」によって維持管理され、米子市、境港市のおよそ2,000ヘクタールの田畑を灌漑している。 これらの農地では、鳥取県を代表する特産物の白ネギの他、水稲、ニンジン、ダイコン、葉タバコ、カンショ等が栽培されている。 

### 水利調整の歴史
米川は鳥取県西部を流れる一級河川・日野川から取水している農業用水路だが、日野川は度々渇水を起こすなど流況が不安定で慢性的な水不足に悩まされており、国営中海土地改良事業により新たに造成された217ヘクタールの干拓地は、水利権を取得することが困難であった。 
この対策として、米川の水を無駄なく利用できるよう、国営事業で水路断面の拡大や水路・樋口の漏水解消をし、県営事業で米子空港下の暗渠や支線水路の漏水解消等の改修整備を実施することにより、必要水量を確保することとした。 
しかし施設の整備は進められたものの、米川は上流優先の水利用であったことから、安定して農業用水を弓ヶ浜半島下流域や干拓地へ送水することができなかった。 
米川の水を安定して送水するには、米川用水路の約350か所の樋口において適時適切に取水する新たな水利慣行の定着が不可欠だった。 
そこで米川土地改良区では水路パトロールにより、過大な取水となっている樋口の開度調整を行うなどの取り組みを行っており、鳥取県では、この取り組みを支援するため、適正な取水量の調整が容易になるよう、米川の水深（流況）に対応した各樋口の開度表を作成すると共に、米川の起点から終点に至るまでの流量や消費水量の調査を実施して、取水調整の効果検証や課題の把握および対応案の策定などを行った。 
現在では、農家、米川土地改良区等、関係者の連携により、米川の水が有効活用（適時適正取水）され、安定送水につながっている。 

### 明治時代初期の米川
明治時代、弓ヶ浜半島には、米川の開さくによっても、なお水利の及ばない地域が残っていた。日野川の河口付近の左岸に位置する、福池村から、境港の東部に及ぶ、主として日本海に面する地帯である。この地帯は日野川の流してくる土砂が、海流によって絶えず付着する砂浜であった。いわゆる粗砂土であるので、保水力も極めて貧弱で、古くから地元の有志が。開発を計画しながら、その都度失敗して、明治に至った。 
そこで、1871年、11月に、因幡国岩井郡浦富村牧谷の牧田平四郎と、伯耆国会見群市郡村の金田長八の2人が、この不毛地帯の開発のため、新しく川を開さくすることに着目し、境港役場に至る間の、約2,500町歩の開発を、当時の因州池田藩に願い出た。 
しかし、取水口予定地が、米川の取水口より、約2、3町上流であったことから、米川関係の農民が激怒し、一斉に反対に立ち上がった。鳥取県は汗入、会見両郡長の調停にまかせたが、郡長と名は変わっても、維新までは鳥取県藩士だったので、農民たちは結局、矛を認めざるを得ず、協定書に調印する運びとなった。 

## 自然
市街部の沿道は、地域住民によるツツジやアジサイの植栽や、遊歩道や自転車道の整備によるサイクリングやジョギングなど、地域の人々の生活に潤いを与える親水空間にもなっている。 
米川の良好な景観を保全するため、沿線沿いの小学校や自治体による清掃活動が行われている。 

## ギャラリー

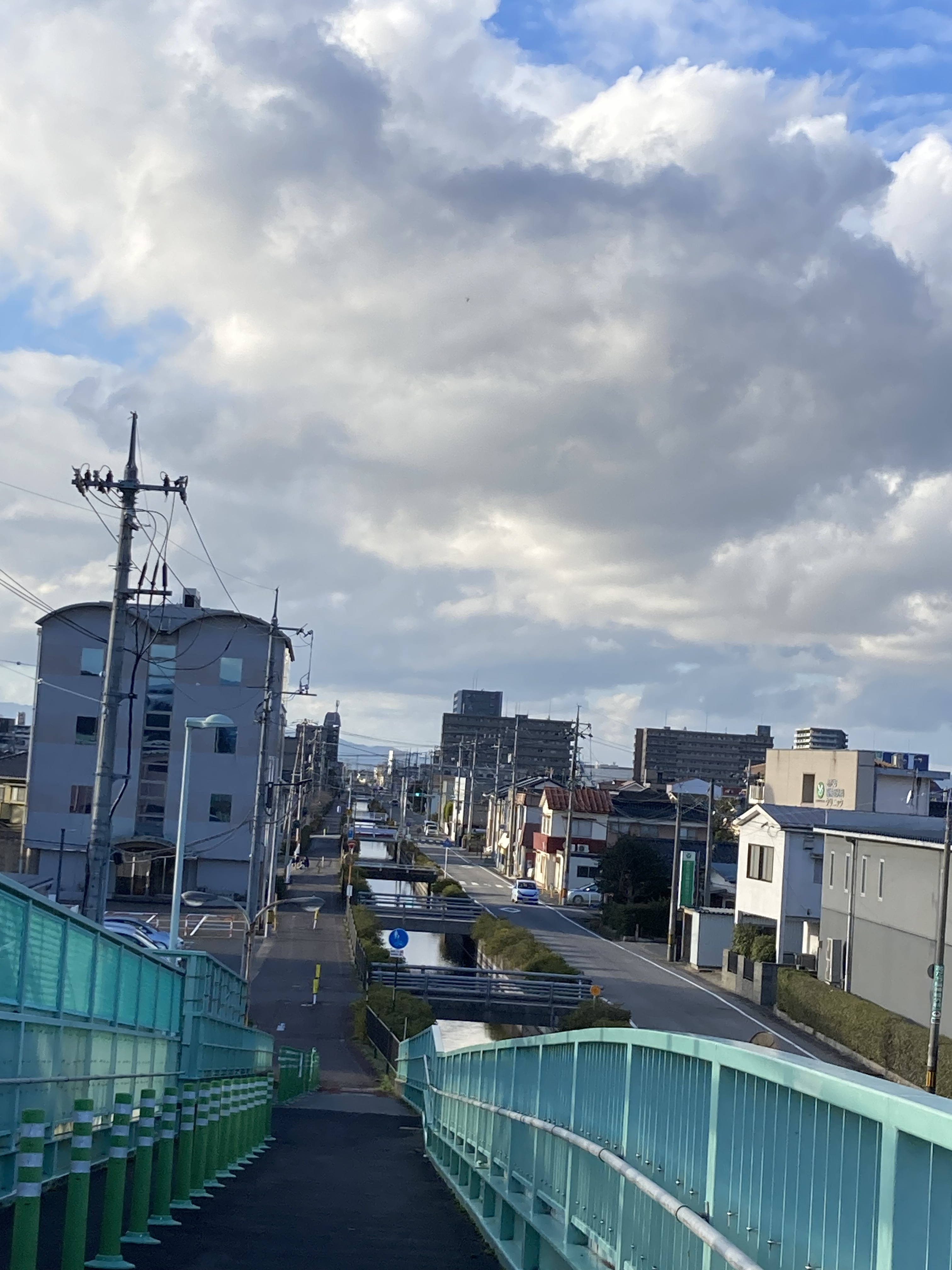
米川 境港方面 国道9号に架かる橋より。 （2024年（令和6年）1月）
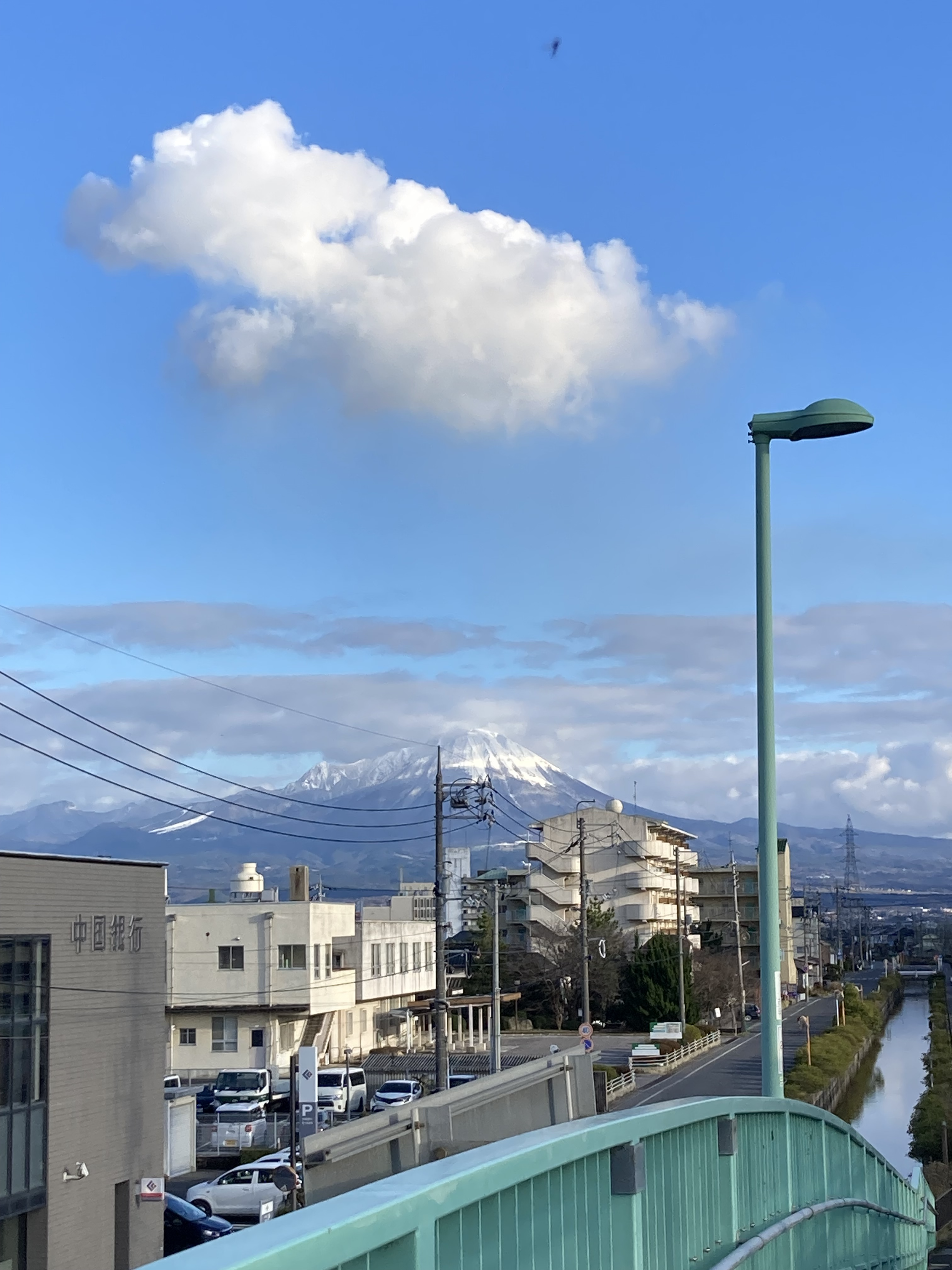
米川 大山方面 国道9号に架かる橋より。 （2024年（令和6年）1月）